# Pisachoides sanguineoapicata
Pisachoides sanguineoapicata är en insektsart som först beskrevs av Melichar 1926.  Pisachoides sanguineoapicata ingår i släktet Pisachoides och familjen dvärgstritar. Inga underarter finns listade i Catalogue of Life.